# Dirka po Franciji 1984
| Mesto | Ime                | Država              | Čas          |
| ----- | ------------------ | ------------------- | ------------ |
| 1     | Laurent Fignon     | Francija            | 112h 03' 40" |
| 2     | Bernard Hinault    | Francija            | 10' 32"      |
| 3     | Greg LeMond        | ZDA                 | 11' 46"      |
| 4     | Robert Millar      | Združeno kraljestvo | 14' 42"      |
| 5     | Sean Kelly         | Irska               | 16' 35"      |
| 6     | Angel Arroyo       | Španija             | 19' 22"      |
| 7     | Pascal Simon       | Francija            | 21' 17"      |
| 8     | Pedro Munoz        | Španija             | 26' l7"      |
| 9     | Claude Criquielion | Belgija             | 29' 12"      |
| 10    | Phil Anderson      | Avstralija          | 29' 16"      |

Dirka po Franciji 1984 je bila 71. dirka po Franciji, ki je potekala leta 1984.

## Pregled
| Kategorije                          | Podatki           |
| ----------------------------------- | ----------------- |
| Začetek-konec                       | Montreuil - Pariz |
| Dolžina (km)                        | 4.021             |
| Število etap                        | 23                |
| Povprečna hitrost zmagovalca (km/h) | 35,882            |
| Kolesarjev                          | 170               |
| Tekmo končalo                       | 124               |